# Cynthia Dale
Cynthia Dale (* 1961 in Toronto, Ontario) ist eine kanadische Schauspielerin im Film und Fernsehen. Auf der Bühne spielt Cynthia Dale erfolgreich in Musicals.

## Leben
Bereits als Kind (im Jahre 1965) begleitete Dale ihre Schwester zum Vorsprechen, wurde ebenfalls besetzt und blieb seitdem dem Schauspielen treu.
1983 trat sie erstmals beim Stratford Festival auf, sang in den Operetten Der Mikado und The Gondoliers, wurde jedoch durch einen Unfall (ein Sturz in den Orchestergraben) zurückgeworfen. Bereits 1987 erhielt sie für ihren Auftritt in der Off-Broadway-Produktion des Musicals Pal Joey den Dova Mavor Moore Award als beste Schauspielerin.
Als Schauspielerin erreichte sie durch ihre Rolle als Olivia Novak in der Fernsehserie Die Waffen des Gesetzes (Street Legal) (1988–1994) TV-Ruhm. Für diese dramatische Serie wurde sie 1992, 1993 und 1995 als beste Hauptdarstellerin für Gemini Awards nominiert. 2019 war sie in der Fortsetzung Street Legal erneut in der Rolle zu sehen. Später versuchte sie auf verschiedenen Wegen, diesem festgelegten Rollentypus zu entkommen. So trat sie ebenfalls in den Serien Taking the Falls (1995) oder Trudeau (2002) auf. Ihr Schaffen umfasst mehr als 30 Film- und Fernsehproduktionen, immer wieder unterbrochen durch mehrjährige Pausen.

## Filmografie (Auswahl)
- 1981: Blutiger Valentinstag (My Bloody Valentine)
- 1984: Himmelskörper (Heavenly Bodies)
- 1985: Finish – Endspurt bis zum Sieg (The Boy in Blue)
- 1987: Mondsüchtig (Moonstruck)
- 1987, 1988: Nachtstreife (Night Heat, Fernsehserie, 2 Folgen)
- 1988–1994: Die Waffen des Gesetzes (Street Legal, Fernsehserie, 107 Folgen)
- 1989: Babycakes
- 1992: Schrei, wenn du kannst (In the Eyes of a Stranger)
- 1995: Spenser: In Lebensgefahr (Spenser: A Savage Place, Fernsehfilm)
- 1995: Liebe um Mitternacht (At the Midnight Hour)
- 1998: Thanks of a Grateful Nation
- 1999: P.T. Barnum
- 2001: Pretender – Nichts scheint wie es ist (The Pretender 2001, Fernsehfilm)
- 2008: A Broken Life
- 2010–2011: Baxter (Fernsehserie, 3 Folgen)
- 2014: Working the Engels (Fernsehserie, 1 Folge)
- 2019: Street Legal (Fernsehserie)
- 2022: Coroner – Fachgebiet Mord (Coroner, Fernsehserie, 2 Folgen)